# Rolling Thunder 2
Rolling Thunder 2 est un jeu vidéo d'action de type run and gun en vue de profil, développé et commercialisé par Namco en 1990 sur borne d'arcade. Le jeu a été adapté sur Mega Drive en 1991. Il est également jouable dans la compilation Namco Museum sur Nintendo Switch, tout comme le premier opus de la série, Rolling Thunder.

## La série
- Rolling Thunder (1986)
- Rolling Thunder 2 (1990)
- Rolling Thunder 3 (1993)